# Douville-sur-Andelle
Douville-sur-Andelle je francouzská obec v departementu Eure v regionu Normandie. V roce 2010 zde žilo 417 obyvatel.

## Vývoj počtu obyvatel
Počet obyvatel 